# 40 Pounds of Trouble
40 Pounds of Trouble is een Amerikaanse filmkomedie uit 1962 onder regie van Norman Jewison. Destijds werd de film in Nederland uitgebracht onder de titel Liever lusten dan lasten.

## Verhaal
De casino-eigenaar Steve McClusky besluit een klein meisje te adopteren. Dat haalt zijn leven behoorlijk overhoop en leidt tot complicaties.